# パク・ジウン (脚本家)
パク・ジウン（韓：박지은、英：Park Ji-eun、1976年 - ）は、韓国の脚本家である。カルチャーデポ所属。

## 人物
全南大学校国語文学科、世宗大学校映画芸術学科卒業。1997年より執筆活動を開始。
自身が執筆した『逆転の女王』がヒットした以来、『星から来たあなた』、『青い海の伝説』、『愛の不時着』と数々のヒット作を生み出してきた。

## 主な脚本作品

### テレビドラマ
- 彼女がラブハンター - SBS、2007年
- 僕の妻はスーパーウーマン - MBC、2009年
- 逆転の女王 - MBC、2010年-2011年
- 棚ぼたのあなた（朝鮮語版） - KBS、2012年
- 星から来たあなた - 制作、2013年-2014年
- プロデューサー - KBS、2015年
- 青い海の伝説 - SBS、2016年-2017年
- 愛の不時着 - tvN、2019年-2020年
- 涙の女王 - tvN、2024年

## 受賞歴
- 2009年MBC演技大賞 - 脚本賞